# Libnotes (Metalibnotes) edgari
Libnotes (Metalibnotes) edgari is een tweevleugelige uit de familie steltmuggen (Limoniidae). De soort komt voor in het Australaziatisch gebied.